# Gemma Teller Morrow
Gemma Teller Morrow (nascida Madock) é uma personagem fictícia da série de televisão Sons of Anarchy, interpretada por Katey Sagal. Ela é a viúva de John Teller, membro fundador do clube de motociclistas Sons of Anarchy Motorcycle Club Redwood Original (SAMCRO). No início da série, ela é a matriarca do clube, esposa do presidente do clube, Clay Morrow, e mãe do vice-presidente Jax Teller. Ela não se desculpa pelos extremos que está disposta a ir para proteger o clube e é amada por todos os seus membros. Ao longo da série, porém, ela tem um relacionamento tumultuado com sua nora Tara Knowles, o que afeta continuamente seu relacionamento com Jax. Sua personagem é baseada em Gertrude, a rainha da Dinamarca e mãe do príncipe Hamlet na peça Hamlet, de William Shakespeare.

## Biografia
Gemma nasceu em 15 de setembro de 1957, filha de Nate e Rose, e é natural de Charming, Califórnia. Seu nome de solteira é Madock. De acordo com o Chefe de Polícia Wayne Unser, ela deixou Charming quando tinha dezesseis anos e retornou "dez anos depois com um bebê e um clube de motocicletas". Ela foi casada com John Teller, um veterano da Guerra do Vietnã e fundador do Sons of Anarchy Motorcycle Club, com quem teve dois filhos: Jackson em 1978 e Thomas em 1984. Gemma tem uma cicatriz no peito que é explicada quando seu neto Abel passa por uma cirurgia. Gemma tem um distúrbio cardíaco genético do lado materno que passou para seus filhos - Thomas morreu em 1990 de complicações do distúrbio, e Abel quase morreu de complicações cardíacas e abuso de drogas maternas após seu nascimento prematuro. Após John ser atropelado por um caminhão e falecer em 1993, ela rapidamente se casou com Clay Morrow, amigo de John e membro do clube. Sua imagem é de uma mulher dura, mas relativamente elegante, incluindo destaques no cabelo e uma tatuagem no peito.

### Sons of Anarchy

#### 1ª temporada
Gemma Teller Morrow é a rainha de Charming e a matriarca do SAMCRO, a filial de Charming. Uma conspiradora maquiavélica e especialista em manipulação psicológica, Gemma é extremamente protetora de seu filho Jax e seu neto, e anseia pelo dia em que Jax, aos seus olhos, estará pronto para assumir o controle do SAMCRO e garantir a sobrevivência da organização para as futuras gerações. Ela adora seu marido, Clay, e faz o possível para fazer as coisas acontecerem do jeito dele. Muitos dos planos do SAMCRO têm sucesso graças à intervenção discreta de Gemma (por exemplo, descobrir quem estuprou a menina no parque de diversões no episódio "Fun Town" e fazer vigilância do L.O.A.N. na segunda temporada). Ela geralmente tem uma atitude hostil em relação a todas as amigas e parceiras femininas de Jax, incluindo sua ex-esposa Wendy, sua namorada de idas e vindas Tara (embora Gemma mais tarde acolha Tara) e as "groupies" do clube com quem ocasionalmente tem relações sexuais. O chefe da gangue Nord, Ernest Darby, indicou que teve um interesse romântico anterior por ela. Ela afirma ser parcialmente judia "pelo lado russo bravo".

#### 2ª temporada
Durante a segunda temporada, Gemma é estuprada por AJ Weston, um rival dos Sons of Anarchy, e dois outros homens desconhecidos usando máscaras brancas. Durante o ataque, Gemma é ordenada a dizer a Clay que isso acontecerá novamente se ele não encerrar seus negócios com minorias. Mais tarde, Gemma percebe que Weston é um dos estupradores, quando reconhece suas tatuagens. Quando seu amigo Unser a encontra na cena do estupro, Gemma exige que ele não conte a Clay ou Jax sobre o estupro para não alimentar os planos de AJ Weston e Ethan Zobelle de fazer Clay e/ou Jax tomarem medidas precipitadas. Unser concorda e encobre ainda mais a origem das lesões de Gemma batendo seu carro em uma divisória de estrada e a levando para o hospital. A única outra pessoa em quem Gemma confia sobre o estupro é Tara Knowles, namorada de Jax. Mais tarde, Unser percebe que o vice-xerife Hale está se envolvendo cada vez mais com Zobelle e seus aliados e conta a Hale sobre o assalto a Gemma. Isso faz com que Hale reavalie sua relação com Zobelle. O estupro deixa Gemma com traumas emocionais significativos e visíveis, o que causa problemas em seu casamento com Clay. Ela também se sente um tanto paranoica de que AJ possa tentar atacá-la novamente. Sua paranoia aumenta quando alguém da L.O.A.N. envia uma das máscaras brancas dos estupradores para ela.
Quando Gemma descobre os planos de Jax de se tornar um Nômade, ela lhe conta que sabe sobre o livro que seu primeiro marido, John Teller, havia escrito. Ela diz a Jax que acredita que a morte de John pode não ter sido um acidente, mas sim um suicídio. Depois de pedir a Jax que reconsidere sua decisão, ela o implora para ler uma página específica do livro de John, esperando que isso lhe dê orientação e talvez mude sua opinião. O livro não faz Jax decidir ficar, e quando a votação necessária para permitir que ele saia é realizada, ela é aprovada. Ao saber que Jax ainda planeja se tornar um Nômade, Gemma convoca seu filho, Tara e marido Clay em sua casa e revela, de maneira bastante gráfica, os detalhes de seu estupro e violência sexual. Como resultado, Jax pega os distintivos de jaqueta que ele havia removido de seu colete após a votação, indicando que ele decidiu ficar no SAMCRO. Na manhã seguinte, se sentindo indesejada por Clay, Gemma se aproxima emocionalmente de Tig, que corresponde às suas investidas, mas para quando vê uma foto de Jax e Thomas na praia quando crianças. Mais tarde, Tig se sente culpado e acaba confessando a Opie sobre o assassinato de Donna. Em seguida, do lado de fora da igreja onde ocorre o grupo de apoio de Unser, Gemma é abordada pelo padre que conduz o grupo de apoio; ele lhe oferece conselhos para ajudar os outros como forma de lidar com seu próprio ódio. De volta à garagem, ela encontra Chibs, que está angustiado por causa de seu envolvimento com a agente Stahl do ATF. Ela o conforta e o aconselha a se abrir com o clube. Depois da reunião do clube, Tig diz a Clay, no fim do dia, que Gemma acredita que ele não a quer mais; Clay vai até o escritório e mostra que ainda a deseja. Quando o clube entra em lockdown, Gemma cuida das outras famílias. Ela diz a Tara que ela não precisa aguentar desaforos de ninguém, pois é a mulher do Vice-Presidente. Gemma tem ensinado Tara, porque ela será um dia a rainha do clube. Inspirada por Gemma, Tara enfrenta sua supervisora no hospital, chegando a agredi-la quando a chama de prostituta.
No final da segunda temporada, Gemma se depara com Polly Zobelle. Querendo se vingar e também fazer sua parte pelo SAMCRO, ela segue Polly até a casa de Edmond Hayes. Ela manda Tara ir para casa e se infiltra na propriedade, onde encontra Polly angustiada segurando uma arma. Polly tenta atirar, então Gemma a mata em legítima defesa. Ela então descobre o corpo de Edmond Hayes e a agente do ATF Stahl, dizendo que ambos tiveram um dia sangrento. Stahl oferece a Gemma a oportunidade de escapar, mas não antes de jogar sua arma para ela, que a pega. Gemma percebe instantaneamente a artimanha de Stahl para colocar suas impressões digitais na arma do assassinato e foge. Em um orelhão em um ponto de ônibus, ela liga para o Chefe de Polícia Wayne Unser em busca de ajuda. Ela é vista pela última vez fugindo de Charming com Unser, sem saber para onde ir.

#### 3ª temporada
Na terceira temporada, Gemma está fugindo e Tig a esconde em um motel enquanto Clay e SAMCRO procuram uma forma de limpar seu nome. Gemma lê o obituário de sua mãe, reforçando sua relação difícil com ela. Ela convence Tig a ajudá-la a escapar e vão para a casa de seu pai em Oregon, que sofre de Alzheimer. Após um incidente, Gemma pede ajuda a Tara. Quando descobrem que Gemma é procurada, ela amarra o zelador no porão, mas ele escapa e tenta atacar Gemma, mas acaba morto em luta com ela e Tara.
Gemma decide colocar seu pai em um lar assistido e foge de carro, entrando em contato com a agente Stahl. Tara e Tig informam que Gemma desapareceu e Jax percebe que ela foi para casa ficar com Abel, mas descobre que ele foi sequestrado. Gemma é hospitalizada e descobre que Stahl quebrou o acordo. Jax faz um acordo com Stahl para obter ajuda com sua mãe em troca de informações sobre o IRA. Gemma descobre que John Teller teve uma filha em Belfast e decide ir até lá com Clay e Jax.
Chegando em Belfast, eles enfrentam problemas com a imigração, mas Gemma força um membro do SAMBEL a ajudá-los. Gemma conhece Maureen e Trinity, e revela para Jax que Trinity é sua meia-irmã. Eles vão ao orfanato resgatar Abel, enfrentam dificuldades, mas conseguem recuperá-lo. De volta a Charming, o clube procura por Tara e Gemma está preocupada com o acordo de Jax com Stahl. Gemma confronta Stahl e recebe uma carta de Jax explicando o plano. No final, é sugerido que Gemma e Clay são responsáveis pela morte de John Teller, conforme uma carta escrita por ele.

#### 4ª temporada
Na quarta temporada, Gemma continua como Rainha da SAMCRO e recebe os membros que retornam da prisão. Ela descobre uma carta de John Teller que está nas mãos de Jax, mas convence Clay a não se preocupar com isso. No entanto, Piney revela que conhece a verdade sobre a morte de John e quer que o clube contrabandeie drogas. Gemma tenta impedir, mas Clay a desafia. Eventualmente, Gemma descobre que Clay matou Piney e que Tara possui as cartas originais. Ela convence Tara a entregá-las, mas as manipula, queimando as que a incriminam e entregando o restante a Jax.
Gemma percebe que Clay é irreparável e precisa morrer pelas mãos de Jax. Ela fica sabendo que Jax e Tara planejam deixar a SAMCRO e Charming. Enquanto tenta persuadir Jax a matar Clay, Tara revela que sabia dos planos de Gemma. Jax finalmente concorda em matar Clay e assumir a liderança do clube. Gemma é forçada a assistir seu plano desmoronar quando Tara revela que Jax é dela.
Após uma briga violenta entre Gemma e Clay, ela percebe que Clay ainda está vivo. Mais tarde, durante uma reunião do clube, ela vê Jax como o novo presidente e Tara ao seu lado. Gemma queima as cartas que a comprometem e percebe que sua tentativa de controlar o destino do clube e da família foi em vão.

#### 5ª temporada
Gemma se torna independente de Clay e se envolve romanticamente com Nero Padilla. No entanto, ela enfrenta problemas devido ao consumo excessivo de álcool e drogas. Clay tenta se reaproximar dela, mas ela o rejeita. Gemma abriga a SAMCRO no spa de Nero para evitar que eles sejam atacados na prisão, mesmo contra a vontade de Tara. Durante esse período, ela se envolve em brigas e é presa quando a polícia invade o bordel.
Enquanto está separada de Clay, Gemma se envolve em comportamentos autodestrutivos, incluindo dirigir sob efeito de drogas e se envolver em acidentes que ferem Abel. Tara suspeita do envolvimento de Gemma e confronta Clay, que mente para protegê-la. No entanto, quando a verdade vem à tona, Jax e Tara decidem cortar relações com Gemma.
Jax dá a Gemma uma chance de se redimir, pedindo que ela reate com Clay para obter informações sobre uma série de invasões domiciliares. Relutante, Gemma concorda e ajuda a incriminar Clay, que é banido da SAMCRO. Gemma recebe uma proposta para ir a Belfast com Clay, mas antes de partir, a polícia prende Clay pelo assassinato de Damon Pope. Gemma mente sobre o paradeiro dele.

#### 6ª temporada
Quando Gemma descobre que Tara levou Abel e Thomas, ela acredita que Tara foi para a polícia fazer um acordo. Na verdade, Jax se entrega para que Tara fique livre do assassinato de Pam Toric. Gemma, tomada por raiva, a mata, enquanto Juice mata Eli Roosevelt para encobrir o crime.

#### 7ª temporada
Gemma continua a sentir culpa por ter matado Tara e esconde Juice do clube. Sozinha, ela fala consigo mesma como se estivesse tendo uma conversa com Tara. Quando Jax é libertado, ela diz que foram os chineses que mataram Tara. Jax inicia uma guerra total com Henry Lin, enquanto Gemma continua a alimentá-lo com mentiras. Abel está tendo dificuldades com a morte de Tara e ouve Gemma dizer a Thomas que sente muito por tê-la matado. Ele começa a se cortar como resultado e, quando os serviços sociais descobrem os cortes, ele diz que foi Gemma quem o fez. Jax descobre de Abel que Gemma matou Tara. Jax procura Juice e descobre toda a verdade sobre o que aconteceu. Gemma vai para sua casa da família no Oregon. Wayne vai até o Oregon para trazer Gemma de volta. Jax chega ao Oregon e mata os dois.

### Mayans M.C.
Gemma faz uma participação não creditada e sem diálogos no episódio piloto "Perro/Oc", em uma cena de flashback que se passa 8 anos antes dos eventos do episódio.